# Cốp (xe hơi)

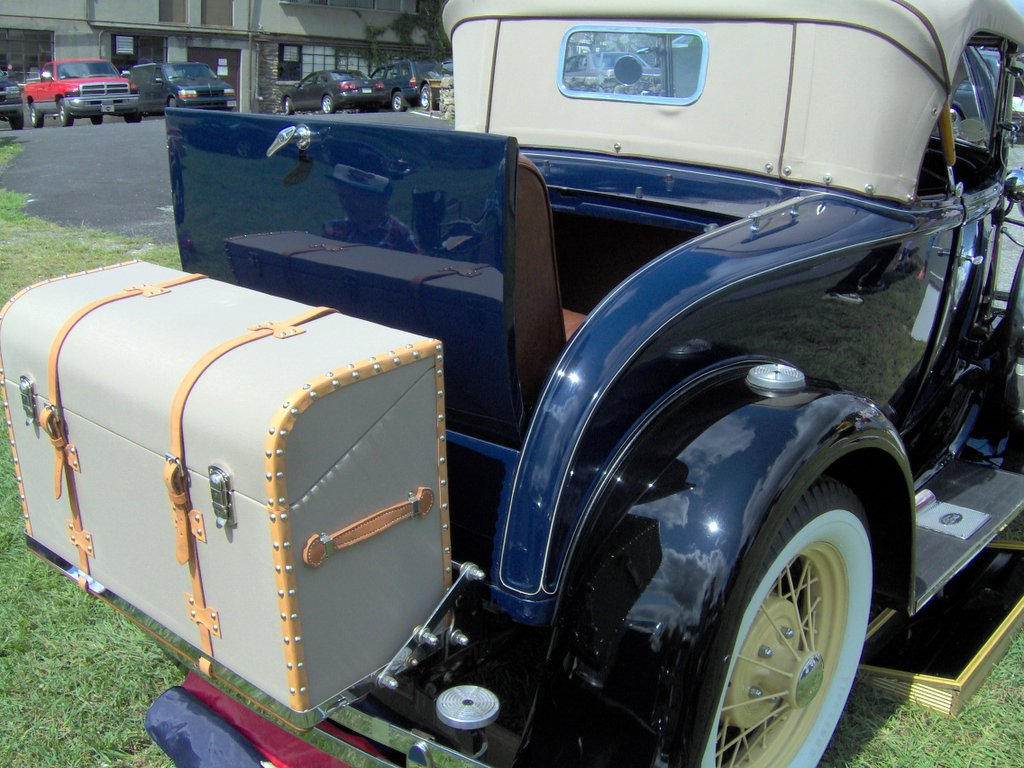
Cốp xe đời đầu, mẫu Ford Model A năm 1931

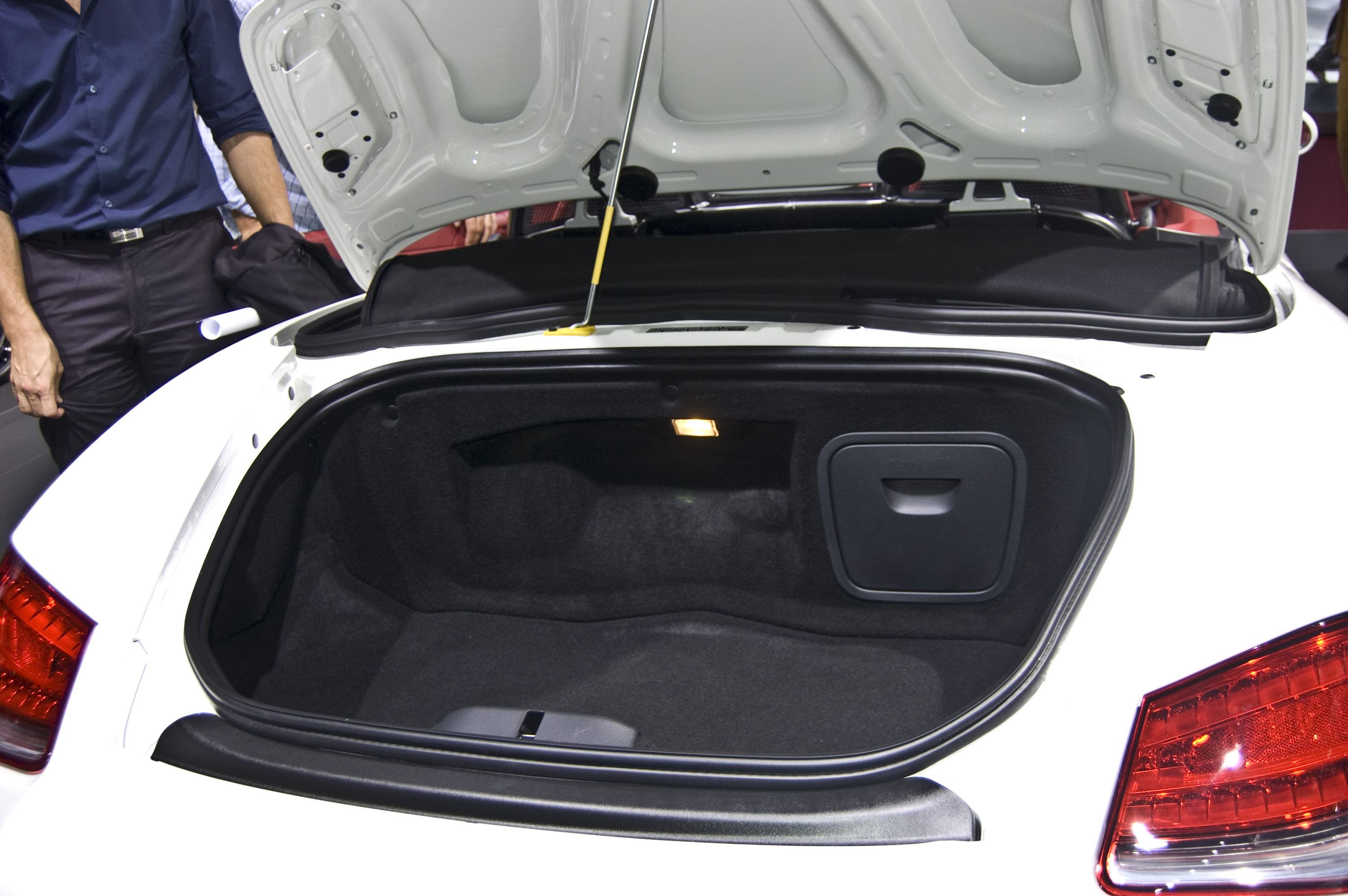
Bên trong cốp xe Porsche Boxster

Cốp xe hay thùng xe của xe hơi là khoang lớn có nắp đậy nằm ở phía đuôi xe, dùng để chứa đồ vật. Có kiểu xe thì cốp nằm phía mũi xe nhưng đa số thì đặt ở phía sau. Danh từ "cốp" trong tiếng Việt mượn từ tiếng Pháp "coffre".

## Cấu tạo

### Cửa
Cốp xe thường có nắp đậy giữ khoang xe cho kín, nước không vào được. Nắp gắn bản lề như cánh cửa. Nắp thường thiết kế gắn phía trên nhưng cũng có kiểu xe gắn cửa ở dưới hoặc bên cạnh.

### Khóa
Nhiều dòng xe gắn kèm theo khóa cốp để bảo vệ đồ đạc bên trong. Khóa có thể ở dạng mở bằng tay hoặc dùng viễn khiến.